# Alex Henrique José
Alex Henrique José (født 20. marts 1985) er en brasiliansk fodboldspiller.